# 표준화
표준화(한국 한자: 標準化)는 기업, 사용자, 이해 집단, 표준화 기구, 정부 등 다양한 당사자 간의 합의를 바탕으로 기술 표준을 구현하고 개발하는 과정이다. 표준화는 호환성, 상호운용성, 안전, 반복성, 효율, 품질을 극대화하는 데 도움이 될 수 있다. 또한 이전에 맞춤형이었던 프로세스의 표준화를 촉진할 수도 있다.
경제학을 포함한 사회과학에서 표준화의 개념은 모든 당사자가 상호 이익을 얻을 수 있지만, 상호 일관된 결정을 통해서만 가능한 상황인 조정 문제에 대한 해결책과 가깝다. 이질적인 국가 표준은 소비자에게 비용을 부과하고 비관세 무역 장벽의 한 형태가 될 수 있다.

## 역사

### 초기 사례
표준화된 도량형은 인더스 문명에 의해 개발되었다. 중앙 집중식 도량형 시스템은 더 작은 중량 측정 도구는 사치품 측정에 사용되고 더 큰 중량 도구는 식량 곡물과 같은 부피가 큰 품목 구매에 사용되어 인더스 상인들의 상업적 이익에 기여했다. 중량은 표준 중량의 배수 및 범주로 존재했다. 기술 표준화는 측정 기기가 각도 측정 및 건설 측정에 효과적으로 사용될 수 있도록 했다. 로탈, 수르코타다, 칼리반간, 돌라비라, 하라파, 모헨조다로와 같은 도시 계획에는 균일한 길이 단위가 사용되었다. 인더스 문명의 도량형은 페르시아와 중앙아시아에도 전파되어 더욱 변형되었다. 시게오 이와타는 인더스 문명에서 발굴된 유물에 대해 다음과 같이 설명한다.
모헨조다로, 하라파, 찬후다로에서 결함 있는 중량물을 제외하고 총 558개의 중량물이 발굴되었다. 깊이가 약 1.5미터인 5개의 다른 층에서 발굴된 중량물 사이에서 통계적으로 유의미한 차이는 발견되지 않았다. 이는 최소 500년 동안 강력한 통제가 존재했다는 증거이다. 13.7g의 중량은 인더스 계곡에서 사용된 단위 중 하나로 보인다. 표기법은 이진법과 십진법을 기반으로 했다. 위 세 도시에서 발굴된 중량물의 83%는 입방형이었고, 68%는 각암으로 만들어졌다.

### 18세기 시도

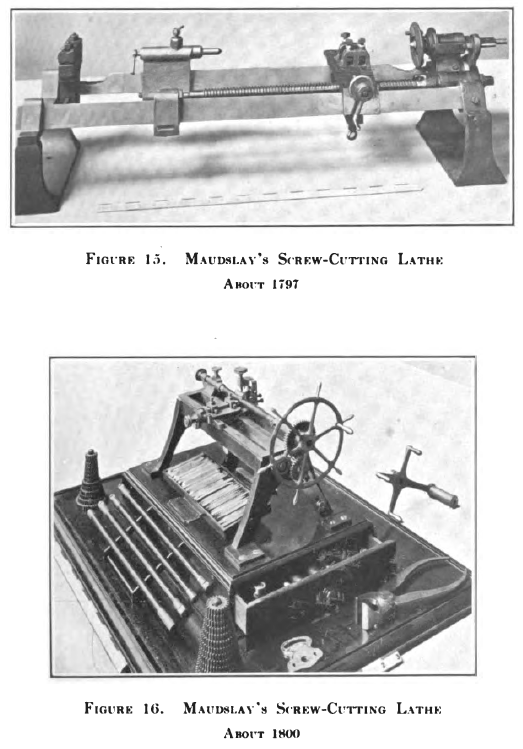
헨리 모즐리 (기술자)의 c. 1797년경 및 1800년경의 유명한 초기 나사 절삭 선반

산업 혁명의 시작과 고정밀 공작기계 및 호환 부품의 필요성으로 인해 산업 및 상업 분야에서 표준 구현이 매우 중요해졌다.
헨리 모즐리는 1800년에 최초의 산업적으로 실용적인 나사 절삭 선반을 개발했다. 이로써 나사산 크기의 표준화가 처음으로 가능해졌고, 암나사와 나사못에 호환성 (이미 자리 잡고 있던 아이디어)을 실질적으로 적용할 수 있는 길이 열렸다.
이전에는 나사산이 일반적으로 끌과 줄을 사용하여 수공으로 만들어졌다. 암나사는 드물었고, 금속 나사는 만들어진다 해도 주로 나무에 사용되었다. 나무 프레임을 통과하여 반대편의 금속 고정 장치에 연결되는 금속 볼트는 일반적으로 나사산이 없는 방식으로 고정되었다(예: 와셔에 대해 고정하거나 압축하는 방식). 모즐리는 작업장에서 사용되는 나사산을 표준화하고, 해당 표준에 따라 암나사와 볼트를 일관되게 만들 수 있는 탭과 다이 세트를 생산하여, 적절한 크기의 볼트가 같은 크기의 모든 암나사에 맞도록 했다. 이것은 작업장 기술의 큰 발전이었다.

### 국가 표준
모즐리의 작업과 다른 엔지니어들의 기여는 산업 표준화에 어느 정도 기여했다. 일부 기업의 자체 표준은 해당 산업 내에서 약간 퍼져나갔다.

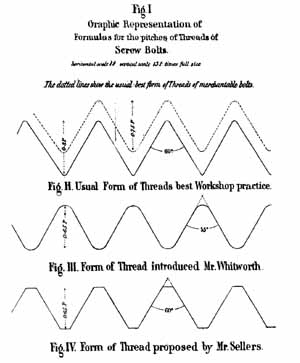
나사 볼트 나사산 피치 공식의 그래픽 표현

조지프 휘트워스의 나사산 측정값은 1841년 전국 기업에 의해 최초의 (비공식적) 국가 표준으로 채택되었다. 이는 영국 표준 휘트워스로 알려지게 되었고 다른 나라에서도 널리 채택되었다.
이 새로운 표준은 55°의 나사산 각도와 0.640327p의 나사산 깊이, 그리고 0.137329p의 반경을 명시했는데, 여기서 p는 피치이다. 나사산 피치는 차트에 명시된 단계에 따라 직경과 함께 증가했다. 휘트워스 나사산 사용의 예로는 영국 왕립 해군의 크림 전쟁 포함이 있다. 이는 해양 공학에 "대량 생산" 기술이 적용된 첫 번째 사례였다.
영국 철도 노선이 BSW를 채택하면서 (이전에 나사산과 볼트 머리 및 너트 프로필 모두에 자체 표준을 사용했던 많은 노선들이), 그리고 제조 기술이 향상되면서, BSW는 영국 제조업을 지배하게 되었다.
미국 통합 거친 나사산은 원래 거의 동일한 영국식 분수 기반이었다. 통합 나사산 각도는 60°이며 평평한 상단(휘트워스 나사산은 둥글다)을 갖는다. 나사산 피치는 두 시스템 모두에서 동일하지만, 1⁄2인치 볼트의 나사산 피치는 BSW에서 12산/인치(tpi)인 반면 UNC에서는 13산/인치이다.

### 국가 표준 기구
19세기 말에 이르러 기업 간 표준 차이는 무역을 점점 더 어렵고 긴장하게 만들었다. 예를 들어, 철강 딜러는 타임스에 다음과 같이 불만을 표했다. "건축가와 엔지니어들은 일반적으로 주어진 작업에 대해 불필요하게 다양한 유형의 단면 재료를 지정하여 경제적이고 지속적인 제조가 불가능해진다. 이 나라에서는 어떤 전문가도 주어진 작업에 사용할 거더의 크기와 무게에 대해 동의하지 않는다."
공학 표준 위원회는 1901년 런던에 세계 최초의 국가 표준 기구로 설립되었다. 이후 표준화 작업을 확장하여 1918년 영국 공학 표준 협회가 되었고, 1929년 왕실 헌장을 받은 후 1931년 영국 표준 협회라는 이름을 채택했다. 국가 표준은 전국적으로 보편적으로 채택되었으며, 시장이 더 합리적이고 효율적으로 기능하고 협력 수준이 향상될 수 있도록 했다.
제1차 세계 대전 이후 다른 국가에서도 유사한 국가 기관이 설립되었다. 독일 표준화 협회는 1917년 독일에 설립되었고, 이어서 미국 국가 표준 협회와 프랑스의 영구 표준화 위원회가 모두 1918년에 설립되었다.

### 지역 표준화 기구
지역 수준(예: 유럽, 미주, 아프리카 등) 또는 준지역 수준(예: 메르코수르, 안데스 공동체, 동남아시아, 동남아프리카 등)에는 여러 지역 표준화 기구가 존재한다(표준화 기구 참조).
유럽의 세 지역 표준화 기구(유럽 표준화 기구, ESOs)는 EU 표준화 규정(규정 (EU) 1025/2012)에 의해 인정된 CEN, CENELEC, ETSI이다. CEN은 다양한 종류의 제품, 재료, 서비스 및 공정에 대한 표준을 개발한다. CEN이 다루는 일부 분야에는 운송 장비 및 서비스, 화학 물질, 건설, 소비재, 국방 및 보안, 에너지, 식품 및 사료, 보건 및 안전, 의료, 디지털 부문, 기계 또는 서비스가 포함된다. 유럽 전기기술 표준화 위원회(CENELEC)는 전기기술 분야의 표준을 개발하는 유럽 표준화 기구이며, 유럽의 국제전기기술위원회에 해당한다.

### 국제 표준
최초의 현대적인 국제기구(정부간 기구)인 국제 전신 연합(현 국제전기통신연합)은 1865년에 창설되어 국가별 전신망을 연결하기 위한 국제 표준을 설정했다. 이는 유사한 목표를 가졌지만 더 제한된 지역에서 활동했던 두 개의 전신 조직(베른 및 파리 조약)의 합병이었다. 창설 직후 무선 통신이 등장하면서 ITU의 작업은 전신 통신 표준화에서 일반적인 통신 표준 개발로 빠르게 확장되었다.

### 국제 표준 협회
19세기 중후반에 전기 측정의 표준화를 위한 노력이 진행되었다. 켈빈 경은 이 과정에서 중요한 인물이었는데, 그는 전기를 측정하는 정확한 방법과 장치를 도입했다. 1857년, 그는 정전기 측정의 전체 분야를 다루는 사분면 전위계 등 일련의 효과적인 기기들을 도입했다. 그는 정확한 암페어 사양을 위해 켈빈 저울 또는 암페어 저울(SiC)이라고도 불리는 전류 저울을 발명했는데, 암페어는 전류의 표준 단위이다.
R. E. B. 크롬턴은 20세기 초 전기 공학 회사와 과학자들이 사용하는 다양한 표준과 시스템에 대해 우려했다. 많은 회사들이 1890년대에 시장에 진입했고, 모두 전압, 주파수, 전류, 심지어 회로도에 사용되는 기호까지 자체 설정을 선택했다. 인접한 건물이라도 단순히 다른 회사에서 시공했다는 이유만으로 완전히 호환되지 않는 전기 시스템을 가졌다. 크롬턴은 이 시스템의 비효율성을 파악하고 전기 공학의 국제 표준 제정 제안을 고려하기 시작했다.
1904년, 크롬턴은 루이지애나 구매 박람회와 관련하여 세인트루이스에서 개최된 국제 전기 기술 대회에서 전기 공학 협회 대표단으로 영국을 대표했다. 그는 표준화에 관한 논문을 발표했는데, 매우 좋은 반응을 얻어 이 과정을 감독할 위원회 구성에 대해 알아보라는 요청을 받았다. 1906년 그의 작업이 완료되었고 그는 국제전기기술위원회의 영구 헌법을 초안했다. 이 단체는 그 해 런던에서 14개국 대표들이 참석한 가운데 첫 회의를 개최했다. 전기 표준화에 대한 그의 공헌을 기리기 위해 켈빈 경이 이 단체의 초대 회장으로 선출되었다.

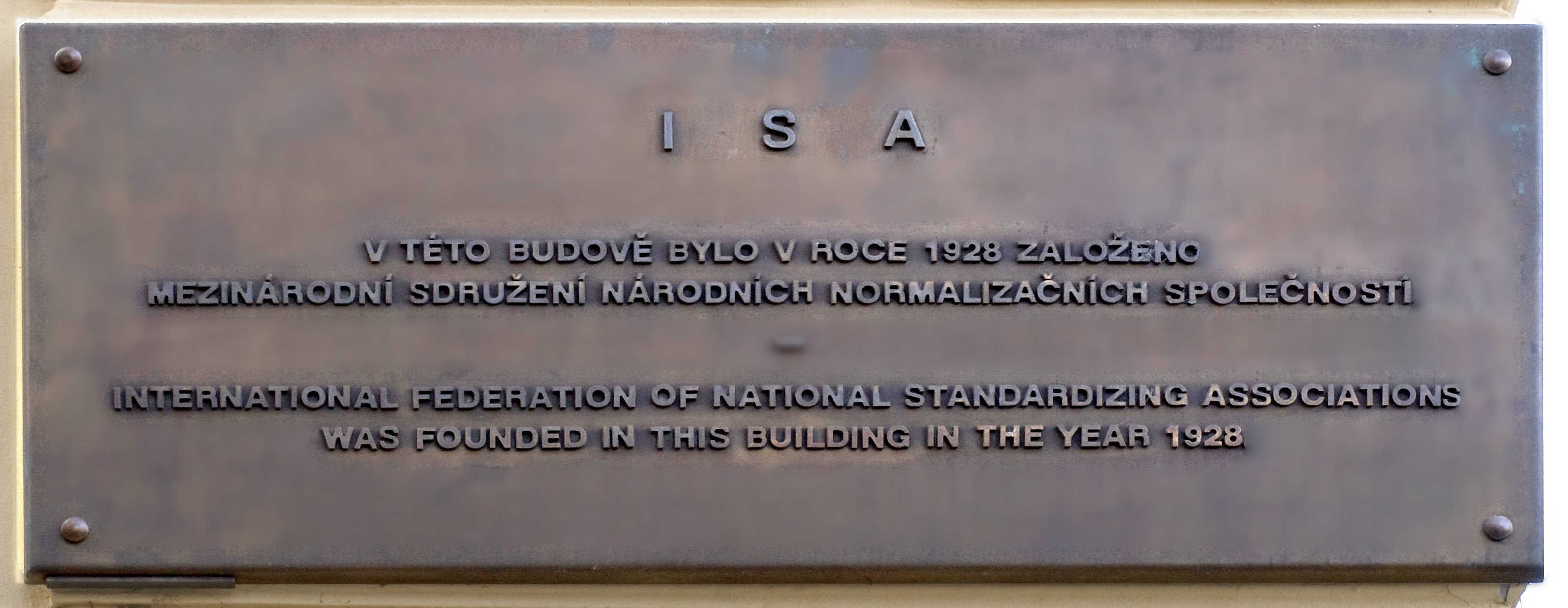
프라하의 ISA 설립 기념 명판

국가 표준화 협회 국제 연맹(ISA)은 모든 기술 표준 및 사양에 대한 국제 협력을 강화하기 위해 더 광범위한 권한을 가지고 1926년에 설립되었다. 이 단체는 제2차 세계 대전 중에 중단되었다.
전쟁 후, ISA는 최근에 결성된 유엔 표준 조정 위원회(UNSCC)로부터 새로운 글로벌 표준 기구를 설립하자는 제안을 받았다. 1946년 10월, ISA와 UNSCC 대표단 25개국이 런던에서 만나 새로운 국제 표준화 기구(ISO)를 만들기 위해 협력하기로 합의했다. 새로운 조직은 1947년 2월에 공식적으로 운영을 시작했다.
일반적으로 각 국가 또는 경제권에는 단일하게 인정되는 국가 표준 기구(NSB)가 있다. 예를 들면 ABNT, [[스페인 표준화 및 인증 협회|AENOR (현재 UNE, 스페인 표준화 협회)], AFNOR, ANSI, BSI, DGN, DIN, IRAM, JISC, KATS, SABS, SAC, SCC, SIS 등이 있다. NSB는 해당 경제권에서 ISO의 유일한 회원일 가능성이 높다.
NSB는 공공 부문 또는 민간 부문 조직이거나, 이 둘의 조합일 수 있다. 예를 들어, 캐나다, 멕시코, 미국의 세 NSB는 각각 캐나다 표준 협의회(SCC), 멕시코 경제부 내 정부 기관인 표준 총국(Dirección General de Normas, DGN), 그리고 미국 국가표준 협회(ANSI)이다. SCC는 캐나다 왕실 공사이고, DGN은 멕시코 경제부 내 정부 기관이며, ANSI와 AENOR는 민간 및 공공 부문 회원으로 구성된 501(c)(3) 비영리 단체이다. 특정 경제권의 NSB가 공공 또는 민간 부문 기관인지 여부를 결정하는 요인에는 해당 경제권에서 민간 부문이 공공 업무에서 차지하는 역사적 및 전통적 역할 또는 해당 경제권의 발전 단계가 포함될 수 있다.

## 사용
표준은 다음을 포함할 수 있다.
- 사실상 표준: 비공식적 관례나 지배적인 사용에 의해 준수된다.
- 데 유레 표준: 법적으로 구속력 있는 계약, 법률 또는 규정의 일부이다.
- 자발적 표준: 공개되어 사람들이 사용을 고려할 수 있다.

게시된 표준의 존재가 반드시 그것이 유용하거나 정확하다는 것을 의미하지는 않는다. 어떤 품목에 표준 번호가 찍혀 있다고 해서 그 품목이 특정 용도에 적합하다는 것을 의미하지는 않는다. 해당 품목이나 서비스를 사용하는 사람(엔지니어, 노동조합 등)이나 이를 지정하는 사람(건축 법규, 정부, 산업체 등)은 사용 가능한 표준을 고려하고, 올바른 표준을 지정하고, 준수를 강제하고, 품목을 올바르게 사용할 책임이 있다: 유효성 검증 및 확인.
산업 표준, 즉 사적 표준의 확산을 피하기 위해 미국 규제 기관은 "산업 표준"에 의존하거나 "정부 표준"을 개발하기 전에 "자발적 합의 표준"을 채택하도록 정부 기관으로부터 지시를 받는다. 규제 당국은 자발적 합의 표준을 참조하여 국제적으로 인정된 기준을 공공 정책으로 전환할 수 있다.

### 정보 교환
정보 교환의 맥락에서 표준화는 특정 형식 언어를 사용하여 특정 비즈니스 프로세스에 대한 표준을 개발하는 과정을 의미한다. 이러한 표준은 일반적으로 유엔 무역 촉진 및 전자 비즈니스 센터(UN/CEFACT), 월드 와이드 웹 컨소시엄(W3C), 미국 전기통신공업회(TIA), 구조화된 정보 표준 발전 기구(OASIS)와 같은 자발적 합의 표준 기관에서 개발된다.
인터넷에서 장치와 소프트웨어의 작동 및 상호 작용을 규율하는 많은 사양들이 있으며, 이들은 이름에 "표준"이라는 용어를 사용하지 않는다. 예를 들어, W3C는 "권고안"을 발표하고, IETF는 "의견 요청서"(RFC)를 발표한다. 그럼에도 불구하고, 이러한 출판물들은 정기적인 표준화 과정의 산물이기 때문에 종종 "표준"이라고 불린다.

### 환경 보호
유기농 식품, 그린 빌딩, 잠재적으로 지속 가능한 해산물과 같은 표준화된 제품 인증 및 표준화된 제품 안전 평가 및 승인/불허 절차(예: 화학 물질 규제, 화장품 및 식품 안전)는 환경을 보호할 수 있다. 이러한 효과는 관련 수정된 소비자 선택, 전략적 제품 지원/방해, 요구 사항 및 금지 사항, 그리고 과학적 근거와의 일치성, 과학적 근거의 견고성 및 적용 가능성, 인증 채택이 자발적인지 여부, 그리고 사회경제적 맥락(거버넌스 시스템 및 경제체제)에 따라 달라질 수 있으며, 지금까지 대부분의 인증은 크게 효과적이지 않을 수 있다.
더욱이 표준화된 과학적 틀은 해양보호구역과 같은 환경 보호 수준을 평가할 수 있게 하며, 보호 품질, 범위 및 정도를 개선, 계획 및 모니터링하기 위한 잠재적으로 진화하는 지침으로 사용될 수 있다.
또한 기술 표준은 전자 쓰레기를 줄이고 이를 통해 제품이 상호운용성, 호환성(다른 제품, 인프라, 환경 등과), 내구성, 에너지 효율성, 모듈식, 업그레이드 가능/수리 가능 및 재활용 가능하며 다목적이고 최적의 표준 및 프로토콜을 준수하도록 요구(또는 가능하게)함으로써 자원 필요량을 줄일 수 있다.
이러한 표준화는 스마트폰 및 휴대폰 충전기와 같은 전자 장치 영역에만 국한되지 않고 예를 들어 에너지 기반 시설에도 적용될 수 있다. 정책 입안자는 "표준 설계 및 인터페이스를 육성하고, 공장 전반에 걸쳐 모듈 및 구성 요소의 재사용을 촉진하여 보다 지속 가능한 에너지 인프라를 개발하는" 정책을 개발할 수 있다. 컴퓨터와 인터넷은 실용성을 높이고 최적화되지 않은 결과, 해로운 표준, 그리고 전통적인 표준화 과정 및 결과와 종종 관련된 관료제를 줄이는 데 사용될 수 있는 도구 중 일부이다. 세금 및 보조금, 연구 개발 자금은 상호 보완적으로 사용될 수 있다. 표준화된 측정은 환경 영향(주로 기업)의 모니터링, 보고 및 검증 프레임워크에 사용되며, 예를 들어 기업의 온실가스 배출량 과소 보고를 방지하는 데 사용된다.

### 제품 테스트 및 분석
일반적인 제품 테스트 및 제품 분석에서 결과는 공식 또는 비공식 표준을 사용하여 보고될 수 있다. 이는 소비자보호를 강화하고, 제품의 안전, 건강성, 효율성, 성능 또는 지속 가능성을 보장하기 위해 수행될 수 있다. 제조업체, 독립 실험실, 정부 기관, 잡지 또는 기타 기관에 의해 자발적 또는 위임/의무적으로 수행될 수 있다.
슈퍼마켓의 57,000개 이상의 식품 제품 데이터셋으로 수행된 것과 같이 식품 제품의 환경 영향을 표준화된 방식으로 추정하는 것은 예를 들어 소비자에게 정보를 제공하거나 정책에 활용될 수 있다. 예를 들어, 이러한 정보는 개인 탄소 할당량(또는 유사한 할당량)을 사용하는 접근 방식이나  (궁극적인 전체) 비용의 목표 변경에 유용할 수 있다.

### 안전

#### 공공 정보 상징
공공 정보 상징(예: 위험물 표식)은 특히 안전과 관련된 경우 종종 표준화되며, 때로는 국제 수준에서도 표준화된다.

#### 생물 안전
표준화는 실험실 및 유사한 잠재적 위험 작업장의 안전한 설계 및 운영을 보장하는 데도 사용된다. 예를 들어, 생물 안전 수준을 보장하는 데 사용된다. 임상 및 연구 실험실에서 사용되는 미생물학 안전 표준에 대한 연구가 진행되고 있다.

#### 국방
국방 분야에서 표준화는 NATO에 의해 운영, 절차, 물질, 기술 및 행정 분야에서 호환성, 호환성 또는 공통성 수준을 달성하고 유지하기 위한 개념, 교리, 절차 및 설계의 개발 및 구현으로 정의된다.

### 인간 공학, 작업장 및 건강
어떤 경우에는 표준이 소비자 건강에 영향을 미칠 수 있는 작업장 및 제품의 설계 및 운영에 사용된다. 이러한 표준 중 일부는 직업안전보건 및 인간공학을 보장하려고 한다. 예를 들어, 의자 (예: 액티브 시팅 및 연구 단계 참조)는 적절한 과학적 데이터에 기반할 수도 있고 그렇지 않을 수도 있는 표준을 사용하여 설계되고 선택될 수 있다. 표준은 제품의 다양성을 줄이고 소수의 광범위한 디자인 – 종종 공통적으로 공유되는 자동화된 절차 및 도구를 통해 효율적으로 대량 생산될 수 있음 – 또는 가장 건강하거나, 가장 효율적이거나, 건강과 다른 요인 사이의 최상의 타협점으로 간주되는 제형으로 수렴될 수 있다. 표준화는 때때로 또는 작업장 및 인체 공학 외에도 식품, 식품 생산, 위생 제품, 수돗물, 화장품, 의약품/ 음료 및 건강 보조 식품과 같은 소비자 건강 보호를 보장하거나 증가시키거나 가능하게 하는 데 사용되거나 사용될 수 있으며, 특히 (성분 등) 건강에 해로운 영향이 있음을 강력한 과학적 데이터가 시사하지만 대체 가능하고 반드시 소비자 관심사가 아닌 경우에 그렇다.

### 의류

#### 임상 평가
평가의 맥락에서 표준화는 측정 도구 또는 절차가 모든 대상자 또는 환자와 얼마나 유사한지를 정의할 수 있다.:399:71 예를 들어, 교육 심리학자는 구조화된 인터뷰를 채택하여 관련 사람들을 체계적으로 인터뷰할 수 있다. 동일한 절차를 수행함으로써 모든 대상자는 동일한 기준을 사용하여 평가되며 교란 변수를 최소화하여 유효성을 높인다.:72 다른 예로는 정신 상태 검사와 성격 검사가 있다.

### 사회 과학
사회 비판 및 사회과학의 맥락에서 표준화는 다양한 종류의 표준을 수립하고 사람, 상호 작용, 사례 등을 처리하는 효율성을 향상시키는 과정을 의미한다. 예를 들어 법원의 사법 절차를 공식화하고 정신 질환 진단을 위한 통일된 기준을 설정하는 것이 있다. 이러한 의미의 표준화는 종종 근대화, 관료화, 균질화, 사회 중앙 집중화와 같은 대규모 사회 변화와 함께(또는 동의어로) 논의된다.

### 고객 서비스
고객 서비스의 맥락에서 표준화는 조직이 고객 서비스에 집중할 수 있도록 하면서 동시에 영국 표준 협회와 같은 제3자 조직을 통해 성공을 인정받을 수 있도록 하는 국제 표준을 개발하는 과정을 의미한다. 국제 표준은 국제 고객 서비스 연구소(The International Customer Service Institute)에 의해 개발되었다.

### 공급 및 자재 관리
공급망 관리 및 자재 관리의 맥락에서 표준화는 회사가 구매하거나 만들어야 하는 모든 품목의 사양 및 사용, 허용 가능한 대체품, 그리고 제조 또는 구매 결정을 다룬다.

## 과정
표준화 과정 자체도 표준화될 수 있다. 표준화에는 호환성, 상호 호환성, 공통성, 참고의 최소 네 가지 수준이 있다. 이러한 표준화 과정은 호환성, 유사성, 측정 및 기호 표준을 생성한다.
일반적으로 표준화를 위한 네 가지 다른 기술이 있다.
- 간소화 또는 다양성 제어
- 코드화
- 가치 공학
- 통계적 공정 관리.

표준화 과정의 유형:
- 사실상 표준으로의 출현: 전통, 시장 지배력 등
- 표준화 기구에 의해 작성:
  - 폐쇄적 합의 과정: 제한된 회원 자격과 의결권이 있는 회원 간의 적법 절차에 대한 공식적인 절차를 갖는 경우가 많음
  - 완전 합의 과정: 일반적으로 관심 있는 모든 자격을 갖춘 당사자에게 공개되며 적법 절차 고려 사항에 대한 공식적인 절차를 갖음[59]
- 정부 또는 규제 기관에 의해 작성
- 기업, 노동조합, 무역 협회 등에 의해 작성
- 애자일 표준화: 여러 주체가 자체적으로 또는 협회를 통해 실제 사용 사례를 기반으로 공개 검토를 위한 초안 버전을 생성하고 게시한다.

## 효과
표준화는 시장 참여 기업 및 소비자, 기술 및 혁신에 다양한 이점과 단점을 가져온다.

### 기업에 미치는 영향
표준화가 기업에 미치는 주요 영향은 경쟁의 기반이 통합 시스템에서 시스템 내의 개별 구성 요소로 바뀐다는 것이다. 표준화 이전에는 다른 경쟁 업체의 개별 구성 요소가 호환되지 않기 때문에 회사의 제품이 전체 시스템을 아우르는 제품이어야 하지만, 표준화 후에는 각 회사가 시스템의 개별 구성 요소를 제공하는 데 집중할 수 있다. 개별 구성 요소를 기반으로 한 경쟁으로의 전환이 발생하면, 긴밀하게 통합된 시스템을 판매하는 기업은 빠르게 모듈식 접근 방식으로 전환하여 다른 회사에 서브시스템 또는 구성 요소를 공급해야 한다.

### 소비자에 미치는 영향
표준화는 소비자에게 다양한 이점을 제공하지만, 가장 큰 이점 중 하나는 강화된 네트워크 효과이다. 표준은 제품 간의 호환성과 상호 운용성을 높여 더 큰 네트워크 내에서 정보를 공유할 수 있게 하고, 더 많은 소비자가 새로운 기술을 사용하도록 유도하여 네트워크 효과를 더욱 강화한다. 소비자에게 표준화의 또 다른 이점은 불확실성 감소이다. 소비자는 잘못된 제품을 선택하지 않았다는 것을 더 확신할 수 있기 때문이다. 그리고 표준은 해당 분야에서 경쟁 제품이 있을 가능성을 높이기 때문에 종속성 감소도 이점이다. 소비자는 또한 시스템 구성 요소를 자신의 특정 선호도에 맞춰 혼합하고 일치시킬 수 있는 이점도 얻을 수 있다. 이러한 표준화의 초기 이점이 실현되면, 표준 사용의 결과로 소비자에게 발생하는 추가 이점은 주로 해당 표준의 기반이 되는 기술의 품질에 의해 좌우된다.
아마도 소비자에게 표준화의 가장 큰 단점은 다양성의 부족일 것이다. 선택된 표준이 모든 소비자의 요구를 충족시킬 것이라는 보장도, 심지어 그 표준이 사용 가능한 최선의 선택이라는 보장도 없다. 또 다른 단점은 제품이 시장에 출시되기 전에 표준이 합의되면, 경쟁자들이 제품이 표준이 될 가능성을 높이기 위해 시장 점유율을 빠르게 늘리려고 경쟁할 때 종종 발생하는 침투 가격 책정의 이점을 소비자가 박탈당한다는 것이다. 또한 소비자가 결국 표준화 과정의 결과로 자신에게 덜 유용해지는 제품에 자원을 소비하게 될 수도 있다.

### 기술에 미치는 영향
소비자에게 미치는 영향과 마찬가지로, 기술 및 혁신에 대한 표준화의 영향은 혼합되어 있다. 한편, 연구와 표준화 간의 다양한 연관성이 확인되었으며, 또한 지식 이전의 플랫폼으로 인식되어 정책적 조치(WIPANO)로 전환되었다.
표준화의 결과로 새로운 기술의 채택이 증가하는 것은 중요하다. 왜냐하면 시장에서 경쟁하는 상호 비호환적인 접근 방식은 기술 성장을 늦추거나 심지어 죽일 수도 있기 때문이다(시장 파편화로 알려진 상태). 표준화로 인한 모듈화된 아키텍처로의 전환은 유연성 증가, 신제품의 빠른 도입, 그리고 개별 고객의 요구를 더 밀접하게 충족시킬 수 있는 능력을 가져온다.
기술에 대한 표준화의 부정적인 영향은 새로운 기술과 혁신을 제한하는 경향과 관련이 있다. 표준은 기능에서 가격으로 경쟁의 초점을 옮긴다. 이는 표준에 의해 기능이 정의되기 때문이다. 이것이 얼마나 사실인지는 표준의 구체성에 달려 있다. 또한 어떤 영역의 표준화는 다른 기술을 배제하고 특정 기술을 장려한다.

## 같이 보기
- 국제 표준, 표준화 기구
- 오픈 표준, 오픈 포맷
- 오픈 시스템
- 네트워크 효과
- 오픈도큐먼트
- 공간정보표준